# تونس في الألعاب المتوسطية 1997
شاركت تونس في الألعاب المتوسطية 1997 في باري وفازت بميداليتين ذهبيتين 3 ميداليات فضية و 9 ميداليات برونزية.